# ГЕС Салльшйо
ГЕС Салльшйо (Sällsjö) — гідроелектростанція у центральній частині Швеції.
Станцію Салльшйо спорудили на річці Стурон, котра витікає з озера Ottsjön та впадає справа в озеро Ockesjon. Останнє є частиною верхньої (до озера Стуршен) течії однієї з найбільших шведських річок Індальсельвен (варто відзначити, що Індальсельвен має і ліву притоку з назвою Стурон, у сточищі якої зокрема працює ГЕС Oldån/Långså). Між витоком та устям Стурон знаходилось п'ять природних водойм — Aumen, Hottöjen, Gesten, Håckren та Sallsjon. На передостанній із них звели земляну греблю висотою 60 метрів (одна з найвищих у Швеції) та довжиною 850 метрів, на спорудження якої пішло 2 млн м3 матеріалу. В результаті утворилось витягнуте по колишній долині річки на 27 км водосховище Håckrenmagasinet, яке охоплює всі озера від Aumen до Håckren (плюс озеро Korsjön, що раніше існувало на невеличкій лівій притоці). Первісно планувалось підняти рівень води ще вище та включити у сховище озеро Ottsjön, проте місцеві мешканці домоглись заборони суду щодо цього проекту. Також не були реалізовані плани перекидання в Ottsjön за допомогою тунелю води із розташованого за 15 км на захід озера Ånnsjön (дренується через Bodsjöströmmen до іншої правої притоки Індальсельвен річки Åreälven). Наразі Håckrenmagasinet має об'ємом 700 млн м3 та площу поверхні 43 км2 (площа затоплених земель приблизно 30 км2), при цьому в ньому можливе коливання рівня між позначками 466 та 493 метри над рівнем моря.
Від сховища через прокладений по лівобережжю річки тунель вода подається до машинного залу, спорудженого у підземному виконанні. В'їзд до нього, а також наземні споруди трансформаторної станції розташовані за три кілометри на північний схід від Håckrenmagasinet та за один кілометр на захід від озера Sallsjon (яке єдине у нижній течії річки не стало частиною водосховища). Відпрацьована вода подається по відвідному тунелю напряму до озера Ockesjon, котре знаходиться на відстані біля семи кілометрів від машинного залу.
Станція Салльшйо обладнана двома турбінами сукупною потужністю 160 МВт, які при напорі у 194 метри забезпечують річний виробіток на рівні 350 млн кВт-год електроенергії.
ГЕС Салльшйо є однією з майже чотирьох десятків у басейні Індальсельвен та третьою тут за потужністю, поступаючись лише ГЕС Krångede та ГЕС Bergeforsen, спорудженим безпосередньо на Індальсельвен.